# (3567) Alvema
(3567) Alvema est un astéroïde de la ceinture principale découvert le 15 novembre 1930 à Uccle par l'astronome belge Eugène Joseph Delporte.

## Historique
Sa désignation provisoire, lors de sa découverte  était 1930 VD.

## Caractéristiques
Sa distance minimale d'intersection de l'orbite terrestre est de 0,941 794 ua.